# MV Princess of the Stars
El MV Princess of the Stars (o simplemente Princess of the Stars) fue un transbordador de pasajeros propiedad de la naviera filipina Sulpicio Lines, que volcó y se hundió el 21 de junio de 2008, frente a la costa de San Fernando, Romblon, en pleno tifón Fengshen (nombre PAGASA: Frank), que pasó directamente sobre Romblón como tormenta de categoría 2. Murieron 814 personas.

## Hundimiento

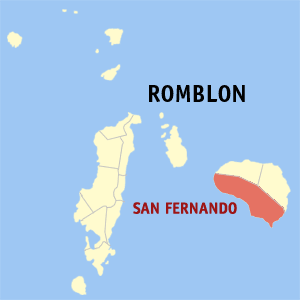
La ubicación de San Fernando dentro de la provincia de Romblón en Filipinas.

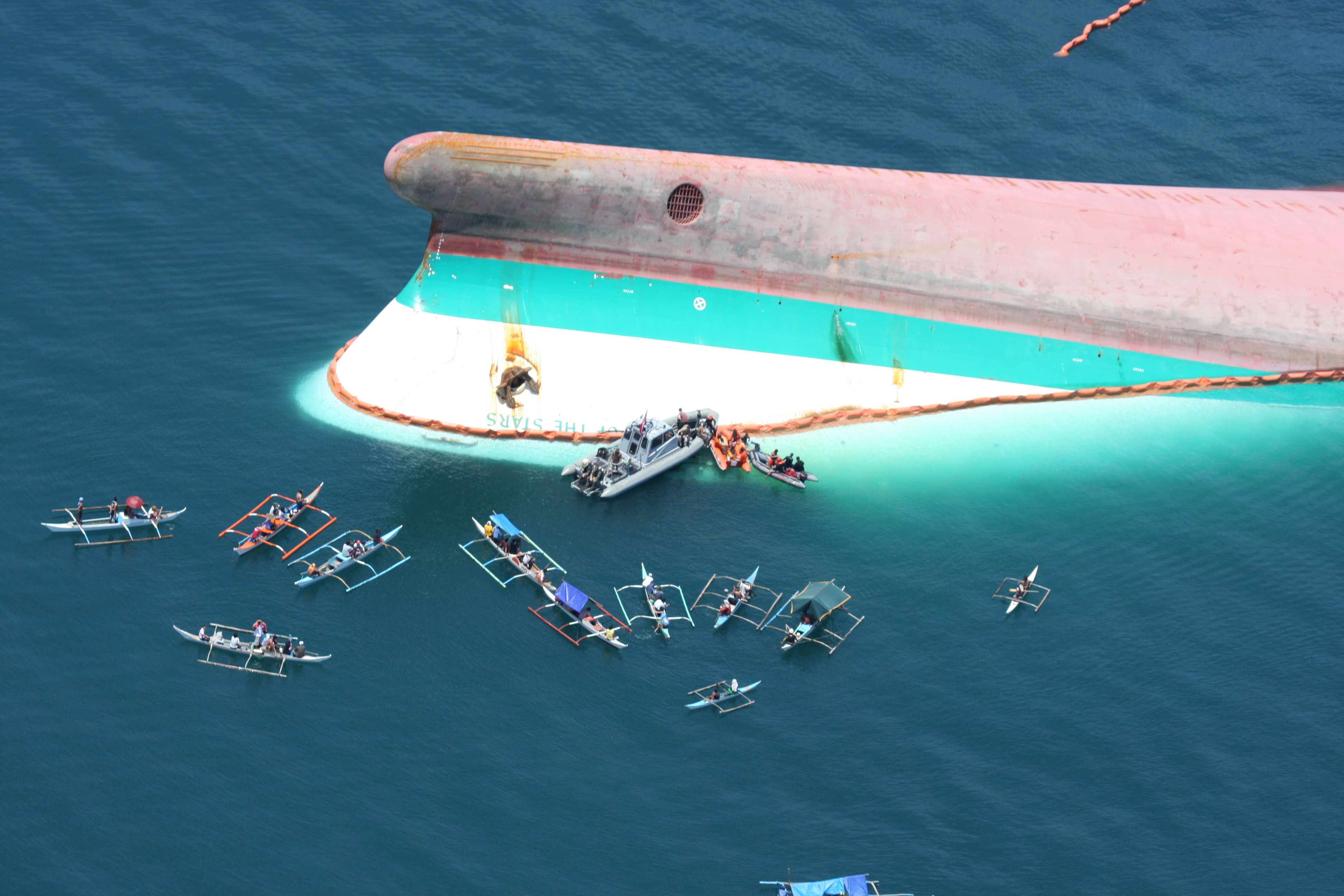
Operaciones de recuperación el 25 de junio de 2008.

El Princess of the Stars zarpó del puerto de Manila el 20 de junio de 2008, rumbo a la ciudad de Cebú. Aunque el tifón Fengshen, conocido localmente como tifón Frank, había tocado tierra en la isla de Samar ese mismo día, al Princess of the Stars se le permitió navegar porque el barco era lo suficientemente grande como para mantenerse a flote en la periferia del tifón. Sin embargo, Fengshen cambió inesperadamente de rumbo ese mismo día, poniendo al ferry en grave peligro de ser abrumado por la tormenta.
Al mediodía del 21 de junio, el ferry envió una señal de socorro. El contacto por radio se perdió a las 12:30 PST (04:30 GMT). La alcaldesa de San Fernando, Nanette Tansingco, envió una lancha rápida y confirmó que el ferry tenía un agujero en el casco y estaba parcialmente sumergido, y que en las cercanías se habían encontrado varios cadáveres. Informes posteriores revelaron que el agujero en el casco era en realidad el propulsor de proa del barco.
Inicialmente se informó que el número total de personas a bordo era de 747: 626 pasajeros y 121 tripulantes (575 adultos, 20 niños, 31 bebés y 121 oficiales y miembros de la tripulación). Sin embargo, Sulpicio Lines anunció que se habían manifestado 755 pasajeros y 111 tripulantes, haciendo un total de 866. Es posible que hubiera más pasajeros no registrados en el manifiesto de carga.
Según las últimas cifras oficiales (cifra final) había 814 muertos y desaparecidos y 56 supervivientes conocidos, haciendo un total de 870 personas a bordo.
Según el relato de cuatro supervivientes, que lograron nadar hasta la cercana isla de Sibuyan, el Princess of the Stars no había funcionado mal (como se había informado anteriormente), sino que se topó con un mar embravecido frente a la costa de Romblón. A las 11:30 horas, se ordenó a los pasajeros que se pusieran chalecos salvavidas, y quince minutos después, el capitán dio la orden de abandonar el barco. El barco comenzó a inclinarse alrededor del mediodía. Los supervivientes presenciaron cómo muchas personas saltaban al agua, mientras que algunas conseguían subir a las balsas salvavidas. Muchos de ellos no llevaban chalecos salvavidas y, según los cuatro supervivientes, la tripulación estaba más preocupada por salvarse que por ayudar a los pasajeros. El ferry zozobró a las 13.00 horas de la tarde.
En mayo de 2010, los restos del naufragio habían sido cortados longitudinalmente por la mitad y remolcados a aguas menos profundas, donde los buzos podían buscar en el interior con mayor seguridad. Se recuperaron otros 47 restos humanos y se entregaron a la Oficina Nacional de Investigaciones y al Ministerio Público para realizar pruebas forenses.